# Ferdinand Fagerlin
Ferdinand Julius Fagerlin (né le 5 février 1825 à Stockholm, mort le 19 mars 1907 à Düsseldorf) est un peintre suédois.

## Biographie
Il s'intéresse d'abord à l'architecture navale de 1842 à 1843. Il devient étudiant de l'Académie royale des arts de Suède de 1845 à 1847. Il rejoint l'armée où il sert en tant que sous-officier de 1850 à 1854. Pendant ses heures de loisir, il peint des portraits. Après avoir quitté l'armée, il se consacre totalement à la peinture. Soutenu par d'anciens enseignants, il vient à l'académie des beaux-arts de Düsseldorf. Il vit à Paris de 1856 à 1858 et travaille dans l'atelier de Thomas Couture.
Fagerlin revient à Düsseldorf. Il s'installe comme peintre indépendant et épouse Alice Windgassen, la sœur de Henry Ritter. De 1862 à 1902, il est un membre de Malkasten. De 1875 à 1880, il donne des cours privés à Axel Kulle (de).
À partir de 1863, il fait des voyages d'études en Hollande et dans les alentours. Le paysage de la côte néerlandaise, avec la plage et la vie quotidienne en mer, ses coutumes et ses anecdotes l'amènent à la scène de genre.
Il participe à l'Exposition universelle de 1867 avec deux tableaux, La Demande en mariage et La Jalousie.
Il est inhumé au cimetière du Nord de Düsseldorf.